# Французская защита
Французская защита — шахматный дебют, начинающийся ходами: 1. e4 e6, и почти всегда имеющий продолжение: 2. d4 d5. Относится к полуоткрытым началам.  
Одной из основных идей является ранняя защита наиболее уязвимого пункта «f7» для чёрного короля. Дальнейшая стратегия чёрных построена на идее смещения равновесия в центре уже на первых ходах, что обычно предопределяет сложный характер дальнейшего течения партий в этом дебюте.  
Типовые позиции, возникающие во французской защите, легли в основу написания известного шахматного учебника А. И. Нимцовича — «Моя система».

## История
Своё название дебют получил в честь шахматистов Франции, где он приобрёл популярность в начале XIX века. В партии по телеграфу Лондон — Париж, сыгранной в 1834 году, французские шахматисты применили за чёрных именно это начало и одержали победу, что ещё более поспособствовало утверждению за дебютом его названия. 
Первые серьёзные исследования французской защиты принадлежат русскому шахматисту К. Янишу, которые были опубликованы в 1842 году. Впоследствии к этой защите обращались едва ли не все сильнейшие шахматисты мира. Французская защита была одним из излюбленных защитных оружий в руках чемпионов мира М. Ботвинника и Т. Петросяна. Прочно входила в дебютный репертуар З. Тарраша, А. Нимцовича, А. Рубинштейна, И. Болеславского, И. Бондаревского, Д. Бронштейна, Л. Портиша, В. Ульмана, В. Корчного и многих других. Из современных гроссмейстеров стоит отметить Вячеслава Эйнгорна, Михаила Гуревича, Александра Морозевича, Евгения Бареева, Теймура Раджабова, Гату Камского, Эмиля Сутовского, Никиту Витюгова и Рафаэля Ваганяна, с успехом применяющие этот дебют в самых ответственных соревнованиях.
|   | a | b | c | d | e | f | g | h |   |
| - | --- | --- | --- | --- | --- | --- | --- | --- | - |
| 8 | a8 чёрная ладья · b8 чёрный конь · c8 чёрный слон · d8 чёрный ферзь · e8 чёрный король · f8 чёрный слон · g8 чёрный конь · h8 чёрная ладья · a7 чёрная пешка · b7 чёрная пешка · c7 чёрная пешка · f7 чёрная пешка · g7 чёрная пешка · h7 чёрная пешка · e6 чёрная пешка · d5 чёрная пешка · d4 белая пешка · e4 белая пешка · a2 белая пешка · b2 белая пешка · c2 белая пешка · f2 белая пешка · g2 белая пешка · h2 белая пешка · a1 белая ладья · b1 белый конь · c1 белый слон · d1 белый ферзь · e1 белый король · f1 белый слон · g1 белый конь · h1 белая ладья | a8 чёрная ладья · b8 чёрный конь · c8 чёрный слон · d8 чёрный ферзь · e8 чёрный король · f8 чёрный слон · g8 чёрный конь · h8 чёрная ладья · a7 чёрная пешка · b7 чёрная пешка · c7 чёрная пешка · f7 чёрная пешка · g7 чёрная пешка · h7 чёрная пешка · e6 чёрная пешка · d5 чёрная пешка · d4 белая пешка · e4 белая пешка · a2 белая пешка · b2 белая пешка · c2 белая пешка · f2 белая пешка · g2 белая пешка · h2 белая пешка · a1 белая ладья · b1 белый конь · c1 белый слон · d1 белый ферзь · e1 белый король · f1 белый слон · g1 белый конь · h1 белая ладья | a8 чёрная ладья · b8 чёрный конь · c8 чёрный слон · d8 чёрный ферзь · e8 чёрный король · f8 чёрный слон · g8 чёрный конь · h8 чёрная ладья · a7 чёрная пешка · b7 чёрная пешка · c7 чёрная пешка · f7 чёрная пешка · g7 чёрная пешка · h7 чёрная пешка · e6 чёрная пешка · d5 чёрная пешка · d4 белая пешка · e4 белая пешка · a2 белая пешка · b2 белая пешка · c2 белая пешка · f2 белая пешка · g2 белая пешка · h2 белая пешка · a1 белая ладья · b1 белый конь · c1 белый слон · d1 белый ферзь · e1 белый король · f1 белый слон · g1 белый конь · h1 белая ладья | a8 чёрная ладья · b8 чёрный конь · c8 чёрный слон · d8 чёрный ферзь · e8 чёрный король · f8 чёрный слон · g8 чёрный конь · h8 чёрная ладья · a7 чёрная пешка · b7 чёрная пешка · c7 чёрная пешка · f7 чёрная пешка · g7 чёрная пешка · h7 чёрная пешка · e6 чёрная пешка · d5 чёрная пешка · d4 белая пешка · e4 белая пешка · a2 белая пешка · b2 белая пешка · c2 белая пешка · f2 белая пешка · g2 белая пешка · h2 белая пешка · a1 белая ладья · b1 белый конь · c1 белый слон · d1 белый ферзь · e1 белый король · f1 белый слон · g1 белый конь · h1 белая ладья | a8 чёрная ладья · b8 чёрный конь · c8 чёрный слон · d8 чёрный ферзь · e8 чёрный король · f8 чёрный слон · g8 чёрный конь · h8 чёрная ладья · a7 чёрная пешка · b7 чёрная пешка · c7 чёрная пешка · f7 чёрная пешка · g7 чёрная пешка · h7 чёрная пешка · e6 чёрная пешка · d5 чёрная пешка · d4 белая пешка · e4 белая пешка · a2 белая пешка · b2 белая пешка · c2 белая пешка · f2 белая пешка · g2 белая пешка · h2 белая пешка · a1 белая ладья · b1 белый конь · c1 белый слон · d1 белый ферзь · e1 белый король · f1 белый слон · g1 белый конь · h1 белая ладья | a8 чёрная ладья · b8 чёрный конь · c8 чёрный слон · d8 чёрный ферзь · e8 чёрный король · f8 чёрный слон · g8 чёрный конь · h8 чёрная ладья · a7 чёрная пешка · b7 чёрная пешка · c7 чёрная пешка · f7 чёрная пешка · g7 чёрная пешка · h7 чёрная пешка · e6 чёрная пешка · d5 чёрная пешка · d4 белая пешка · e4 белая пешка · a2 белая пешка · b2 белая пешка · c2 белая пешка · f2 белая пешка · g2 белая пешка · h2 белая пешка · a1 белая ладья · b1 белый конь · c1 белый слон · d1 белый ферзь · e1 белый король · f1 белый слон · g1 белый конь · h1 белая ладья | a8 чёрная ладья · b8 чёрный конь · c8 чёрный слон · d8 чёрный ферзь · e8 чёрный король · f8 чёрный слон · g8 чёрный конь · h8 чёрная ладья · a7 чёрная пешка · b7 чёрная пешка · c7 чёрная пешка · f7 чёрная пешка · g7 чёрная пешка · h7 чёрная пешка · e6 чёрная пешка · d5 чёрная пешка · d4 белая пешка · e4 белая пешка · a2 белая пешка · b2 белая пешка · c2 белая пешка · f2 белая пешка · g2 белая пешка · h2 белая пешка · a1 белая ладья · b1 белый конь · c1 белый слон · d1 белый ферзь · e1 белый король · f1 белый слон · g1 белый конь · h1 белая ладья | a8 чёрная ладья · b8 чёрный конь · c8 чёрный слон · d8 чёрный ферзь · e8 чёрный король · f8 чёрный слон · g8 чёрный конь · h8 чёрная ладья · a7 чёрная пешка · b7 чёрная пешка · c7 чёрная пешка · f7 чёрная пешка · g7 чёрная пешка · h7 чёрная пешка · e6 чёрная пешка · d5 чёрная пешка · d4 белая пешка · e4 белая пешка · a2 белая пешка · b2 белая пешка · c2 белая пешка · f2 белая пешка · g2 белая пешка · h2 белая пешка · a1 белая ладья · b1 белый конь · c1 белый слон · d1 белый ферзь · e1 белый король · f1 белый слон · g1 белый конь · h1 белая ладья | 8 |
| 7 | a8 чёрная ладья · b8 чёрный конь · c8 чёрный слон · d8 чёрный ферзь · e8 чёрный король · f8 чёрный слон · g8 чёрный конь · h8 чёрная ладья · a7 чёрная пешка · b7 чёрная пешка · c7 чёрная пешка · f7 чёрная пешка · g7 чёрная пешка · h7 чёрная пешка · e6 чёрная пешка · d5 чёрная пешка · d4 белая пешка · e4 белая пешка · a2 белая пешка · b2 белая пешка · c2 белая пешка · f2 белая пешка · g2 белая пешка · h2 белая пешка · a1 белая ладья · b1 белый конь · c1 белый слон · d1 белый ферзь · e1 белый король · f1 белый слон · g1 белый конь · h1 белая ладья | a8 чёрная ладья · b8 чёрный конь · c8 чёрный слон · d8 чёрный ферзь · e8 чёрный король · f8 чёрный слон · g8 чёрный конь · h8 чёрная ладья · a7 чёрная пешка · b7 чёрная пешка · c7 чёрная пешка · f7 чёрная пешка · g7 чёрная пешка · h7 чёрная пешка · e6 чёрная пешка · d5 чёрная пешка · d4 белая пешка · e4 белая пешка · a2 белая пешка · b2 белая пешка · c2 белая пешка · f2 белая пешка · g2 белая пешка · h2 белая пешка · a1 белая ладья · b1 белый конь · c1 белый слон · d1 белый ферзь · e1 белый король · f1 белый слон · g1 белый конь · h1 белая ладья | a8 чёрная ладья · b8 чёрный конь · c8 чёрный слон · d8 чёрный ферзь · e8 чёрный король · f8 чёрный слон · g8 чёрный конь · h8 чёрная ладья · a7 чёрная пешка · b7 чёрная пешка · c7 чёрная пешка · f7 чёрная пешка · g7 чёрная пешка · h7 чёрная пешка · e6 чёрная пешка · d5 чёрная пешка · d4 белая пешка · e4 белая пешка · a2 белая пешка · b2 белая пешка · c2 белая пешка · f2 белая пешка · g2 белая пешка · h2 белая пешка · a1 белая ладья · b1 белый конь · c1 белый слон · d1 белый ферзь · e1 белый король · f1 белый слон · g1 белый конь · h1 белая ладья | a8 чёрная ладья · b8 чёрный конь · c8 чёрный слон · d8 чёрный ферзь · e8 чёрный король · f8 чёрный слон · g8 чёрный конь · h8 чёрная ладья · a7 чёрная пешка · b7 чёрная пешка · c7 чёрная пешка · f7 чёрная пешка · g7 чёрная пешка · h7 чёрная пешка · e6 чёрная пешка · d5 чёрная пешка · d4 белая пешка · e4 белая пешка · a2 белая пешка · b2 белая пешка · c2 белая пешка · f2 белая пешка · g2 белая пешка · h2 белая пешка · a1 белая ладья · b1 белый конь · c1 белый слон · d1 белый ферзь · e1 белый король · f1 белый слон · g1 белый конь · h1 белая ладья | a8 чёрная ладья · b8 чёрный конь · c8 чёрный слон · d8 чёрный ферзь · e8 чёрный король · f8 чёрный слон · g8 чёрный конь · h8 чёрная ладья · a7 чёрная пешка · b7 чёрная пешка · c7 чёрная пешка · f7 чёрная пешка · g7 чёрная пешка · h7 чёрная пешка · e6 чёрная пешка · d5 чёрная пешка · d4 белая пешка · e4 белая пешка · a2 белая пешка · b2 белая пешка · c2 белая пешка · f2 белая пешка · g2 белая пешка · h2 белая пешка · a1 белая ладья · b1 белый конь · c1 белый слон · d1 белый ферзь · e1 белый король · f1 белый слон · g1 белый конь · h1 белая ладья | a8 чёрная ладья · b8 чёрный конь · c8 чёрный слон · d8 чёрный ферзь · e8 чёрный король · f8 чёрный слон · g8 чёрный конь · h8 чёрная ладья · a7 чёрная пешка · b7 чёрная пешка · c7 чёрная пешка · f7 чёрная пешка · g7 чёрная пешка · h7 чёрная пешка · e6 чёрная пешка · d5 чёрная пешка · d4 белая пешка · e4 белая пешка · a2 белая пешка · b2 белая пешка · c2 белая пешка · f2 белая пешка · g2 белая пешка · h2 белая пешка · a1 белая ладья · b1 белый конь · c1 белый слон · d1 белый ферзь · e1 белый король · f1 белый слон · g1 белый конь · h1 белая ладья | a8 чёрная ладья · b8 чёрный конь · c8 чёрный слон · d8 чёрный ферзь · e8 чёрный король · f8 чёрный слон · g8 чёрный конь · h8 чёрная ладья · a7 чёрная пешка · b7 чёрная пешка · c7 чёрная пешка · f7 чёрная пешка · g7 чёрная пешка · h7 чёрная пешка · e6 чёрная пешка · d5 чёрная пешка · d4 белая пешка · e4 белая пешка · a2 белая пешка · b2 белая пешка · c2 белая пешка · f2 белая пешка · g2 белая пешка · h2 белая пешка · a1 белая ладья · b1 белый конь · c1 белый слон · d1 белый ферзь · e1 белый король · f1 белый слон · g1 белый конь · h1 белая ладья | a8 чёрная ладья · b8 чёрный конь · c8 чёрный слон · d8 чёрный ферзь · e8 чёрный король · f8 чёрный слон · g8 чёрный конь · h8 чёрная ладья · a7 чёрная пешка · b7 чёрная пешка · c7 чёрная пешка · f7 чёрная пешка · g7 чёрная пешка · h7 чёрная пешка · e6 чёрная пешка · d5 чёрная пешка · d4 белая пешка · e4 белая пешка · a2 белая пешка · b2 белая пешка · c2 белая пешка · f2 белая пешка · g2 белая пешка · h2 белая пешка · a1 белая ладья · b1 белый конь · c1 белый слон · d1 белый ферзь · e1 белый король · f1 белый слон · g1 белый конь · h1 белая ладья | 7 |
| 6 | a8 чёрная ладья · b8 чёрный конь · c8 чёрный слон · d8 чёрный ферзь · e8 чёрный король · f8 чёрный слон · g8 чёрный конь · h8 чёрная ладья · a7 чёрная пешка · b7 чёрная пешка · c7 чёрная пешка · f7 чёрная пешка · g7 чёрная пешка · h7 чёрная пешка · e6 чёрная пешка · d5 чёрная пешка · d4 белая пешка · e4 белая пешка · a2 белая пешка · b2 белая пешка · c2 белая пешка · f2 белая пешка · g2 белая пешка · h2 белая пешка · a1 белая ладья · b1 белый конь · c1 белый слон · d1 белый ферзь · e1 белый король · f1 белый слон · g1 белый конь · h1 белая ладья | a8 чёрная ладья · b8 чёрный конь · c8 чёрный слон · d8 чёрный ферзь · e8 чёрный король · f8 чёрный слон · g8 чёрный конь · h8 чёрная ладья · a7 чёрная пешка · b7 чёрная пешка · c7 чёрная пешка · f7 чёрная пешка · g7 чёрная пешка · h7 чёрная пешка · e6 чёрная пешка · d5 чёрная пешка · d4 белая пешка · e4 белая пешка · a2 белая пешка · b2 белая пешка · c2 белая пешка · f2 белая пешка · g2 белая пешка · h2 белая пешка · a1 белая ладья · b1 белый конь · c1 белый слон · d1 белый ферзь · e1 белый король · f1 белый слон · g1 белый конь · h1 белая ладья | a8 чёрная ладья · b8 чёрный конь · c8 чёрный слон · d8 чёрный ферзь · e8 чёрный король · f8 чёрный слон · g8 чёрный конь · h8 чёрная ладья · a7 чёрная пешка · b7 чёрная пешка · c7 чёрная пешка · f7 чёрная пешка · g7 чёрная пешка · h7 чёрная пешка · e6 чёрная пешка · d5 чёрная пешка · d4 белая пешка · e4 белая пешка · a2 белая пешка · b2 белая пешка · c2 белая пешка · f2 белая пешка · g2 белая пешка · h2 белая пешка · a1 белая ладья · b1 белый конь · c1 белый слон · d1 белый ферзь · e1 белый король · f1 белый слон · g1 белый конь · h1 белая ладья | a8 чёрная ладья · b8 чёрный конь · c8 чёрный слон · d8 чёрный ферзь · e8 чёрный король · f8 чёрный слон · g8 чёрный конь · h8 чёрная ладья · a7 чёрная пешка · b7 чёрная пешка · c7 чёрная пешка · f7 чёрная пешка · g7 чёрная пешка · h7 чёрная пешка · e6 чёрная пешка · d5 чёрная пешка · d4 белая пешка · e4 белая пешка · a2 белая пешка · b2 белая пешка · c2 белая пешка · f2 белая пешка · g2 белая пешка · h2 белая пешка · a1 белая ладья · b1 белый конь · c1 белый слон · d1 белый ферзь · e1 белый король · f1 белый слон · g1 белый конь · h1 белая ладья | a8 чёрная ладья · b8 чёрный конь · c8 чёрный слон · d8 чёрный ферзь · e8 чёрный король · f8 чёрный слон · g8 чёрный конь · h8 чёрная ладья · a7 чёрная пешка · b7 чёрная пешка · c7 чёрная пешка · f7 чёрная пешка · g7 чёрная пешка · h7 чёрная пешка · e6 чёрная пешка · d5 чёрная пешка · d4 белая пешка · e4 белая пешка · a2 белая пешка · b2 белая пешка · c2 белая пешка · f2 белая пешка · g2 белая пешка · h2 белая пешка · a1 белая ладья · b1 белый конь · c1 белый слон · d1 белый ферзь · e1 белый король · f1 белый слон · g1 белый конь · h1 белая ладья | a8 чёрная ладья · b8 чёрный конь · c8 чёрный слон · d8 чёрный ферзь · e8 чёрный король · f8 чёрный слон · g8 чёрный конь · h8 чёрная ладья · a7 чёрная пешка · b7 чёрная пешка · c7 чёрная пешка · f7 чёрная пешка · g7 чёрная пешка · h7 чёрная пешка · e6 чёрная пешка · d5 чёрная пешка · d4 белая пешка · e4 белая пешка · a2 белая пешка · b2 белая пешка · c2 белая пешка · f2 белая пешка · g2 белая пешка · h2 белая пешка · a1 белая ладья · b1 белый конь · c1 белый слон · d1 белый ферзь · e1 белый король · f1 белый слон · g1 белый конь · h1 белая ладья | a8 чёрная ладья · b8 чёрный конь · c8 чёрный слон · d8 чёрный ферзь · e8 чёрный король · f8 чёрный слон · g8 чёрный конь · h8 чёрная ладья · a7 чёрная пешка · b7 чёрная пешка · c7 чёрная пешка · f7 чёрная пешка · g7 чёрная пешка · h7 чёрная пешка · e6 чёрная пешка · d5 чёрная пешка · d4 белая пешка · e4 белая пешка · a2 белая пешка · b2 белая пешка · c2 белая пешка · f2 белая пешка · g2 белая пешка · h2 белая пешка · a1 белая ладья · b1 белый конь · c1 белый слон · d1 белый ферзь · e1 белый король · f1 белый слон · g1 белый конь · h1 белая ладья | a8 чёрная ладья · b8 чёрный конь · c8 чёрный слон · d8 чёрный ферзь · e8 чёрный король · f8 чёрный слон · g8 чёрный конь · h8 чёрная ладья · a7 чёрная пешка · b7 чёрная пешка · c7 чёрная пешка · f7 чёрная пешка · g7 чёрная пешка · h7 чёрная пешка · e6 чёрная пешка · d5 чёрная пешка · d4 белая пешка · e4 белая пешка · a2 белая пешка · b2 белая пешка · c2 белая пешка · f2 белая пешка · g2 белая пешка · h2 белая пешка · a1 белая ладья · b1 белый конь · c1 белый слон · d1 белый ферзь · e1 белый король · f1 белый слон · g1 белый конь · h1 белая ладья | 6 |
| 5 | a8 чёрная ладья · b8 чёрный конь · c8 чёрный слон · d8 чёрный ферзь · e8 чёрный король · f8 чёрный слон · g8 чёрный конь · h8 чёрная ладья · a7 чёрная пешка · b7 чёрная пешка · c7 чёрная пешка · f7 чёрная пешка · g7 чёрная пешка · h7 чёрная пешка · e6 чёрная пешка · d5 чёрная пешка · d4 белая пешка · e4 белая пешка · a2 белая пешка · b2 белая пешка · c2 белая пешка · f2 белая пешка · g2 белая пешка · h2 белая пешка · a1 белая ладья · b1 белый конь · c1 белый слон · d1 белый ферзь · e1 белый король · f1 белый слон · g1 белый конь · h1 белая ладья | a8 чёрная ладья · b8 чёрный конь · c8 чёрный слон · d8 чёрный ферзь · e8 чёрный король · f8 чёрный слон · g8 чёрный конь · h8 чёрная ладья · a7 чёрная пешка · b7 чёрная пешка · c7 чёрная пешка · f7 чёрная пешка · g7 чёрная пешка · h7 чёрная пешка · e6 чёрная пешка · d5 чёрная пешка · d4 белая пешка · e4 белая пешка · a2 белая пешка · b2 белая пешка · c2 белая пешка · f2 белая пешка · g2 белая пешка · h2 белая пешка · a1 белая ладья · b1 белый конь · c1 белый слон · d1 белый ферзь · e1 белый король · f1 белый слон · g1 белый конь · h1 белая ладья | a8 чёрная ладья · b8 чёрный конь · c8 чёрный слон · d8 чёрный ферзь · e8 чёрный король · f8 чёрный слон · g8 чёрный конь · h8 чёрная ладья · a7 чёрная пешка · b7 чёрная пешка · c7 чёрная пешка · f7 чёрная пешка · g7 чёрная пешка · h7 чёрная пешка · e6 чёрная пешка · d5 чёрная пешка · d4 белая пешка · e4 белая пешка · a2 белая пешка · b2 белая пешка · c2 белая пешка · f2 белая пешка · g2 белая пешка · h2 белая пешка · a1 белая ладья · b1 белый конь · c1 белый слон · d1 белый ферзь · e1 белый король · f1 белый слон · g1 белый конь · h1 белая ладья | a8 чёрная ладья · b8 чёрный конь · c8 чёрный слон · d8 чёрный ферзь · e8 чёрный король · f8 чёрный слон · g8 чёрный конь · h8 чёрная ладья · a7 чёрная пешка · b7 чёрная пешка · c7 чёрная пешка · f7 чёрная пешка · g7 чёрная пешка · h7 чёрная пешка · e6 чёрная пешка · d5 чёрная пешка · d4 белая пешка · e4 белая пешка · a2 белая пешка · b2 белая пешка · c2 белая пешка · f2 белая пешка · g2 белая пешка · h2 белая пешка · a1 белая ладья · b1 белый конь · c1 белый слон · d1 белый ферзь · e1 белый король · f1 белый слон · g1 белый конь · h1 белая ладья | a8 чёрная ладья · b8 чёрный конь · c8 чёрный слон · d8 чёрный ферзь · e8 чёрный король · f8 чёрный слон · g8 чёрный конь · h8 чёрная ладья · a7 чёрная пешка · b7 чёрная пешка · c7 чёрная пешка · f7 чёрная пешка · g7 чёрная пешка · h7 чёрная пешка · e6 чёрная пешка · d5 чёрная пешка · d4 белая пешка · e4 белая пешка · a2 белая пешка · b2 белая пешка · c2 белая пешка · f2 белая пешка · g2 белая пешка · h2 белая пешка · a1 белая ладья · b1 белый конь · c1 белый слон · d1 белый ферзь · e1 белый король · f1 белый слон · g1 белый конь · h1 белая ладья | a8 чёрная ладья · b8 чёрный конь · c8 чёрный слон · d8 чёрный ферзь · e8 чёрный король · f8 чёрный слон · g8 чёрный конь · h8 чёрная ладья · a7 чёрная пешка · b7 чёрная пешка · c7 чёрная пешка · f7 чёрная пешка · g7 чёрная пешка · h7 чёрная пешка · e6 чёрная пешка · d5 чёрная пешка · d4 белая пешка · e4 белая пешка · a2 белая пешка · b2 белая пешка · c2 белая пешка · f2 белая пешка · g2 белая пешка · h2 белая пешка · a1 белая ладья · b1 белый конь · c1 белый слон · d1 белый ферзь · e1 белый король · f1 белый слон · g1 белый конь · h1 белая ладья | a8 чёрная ладья · b8 чёрный конь · c8 чёрный слон · d8 чёрный ферзь · e8 чёрный король · f8 чёрный слон · g8 чёрный конь · h8 чёрная ладья · a7 чёрная пешка · b7 чёрная пешка · c7 чёрная пешка · f7 чёрная пешка · g7 чёрная пешка · h7 чёрная пешка · e6 чёрная пешка · d5 чёрная пешка · d4 белая пешка · e4 белая пешка · a2 белая пешка · b2 белая пешка · c2 белая пешка · f2 белая пешка · g2 белая пешка · h2 белая пешка · a1 белая ладья · b1 белый конь · c1 белый слон · d1 белый ферзь · e1 белый король · f1 белый слон · g1 белый конь · h1 белая ладья | a8 чёрная ладья · b8 чёрный конь · c8 чёрный слон · d8 чёрный ферзь · e8 чёрный король · f8 чёрный слон · g8 чёрный конь · h8 чёрная ладья · a7 чёрная пешка · b7 чёрная пешка · c7 чёрная пешка · f7 чёрная пешка · g7 чёрная пешка · h7 чёрная пешка · e6 чёрная пешка · d5 чёрная пешка · d4 белая пешка · e4 белая пешка · a2 белая пешка · b2 белая пешка · c2 белая пешка · f2 белая пешка · g2 белая пешка · h2 белая пешка · a1 белая ладья · b1 белый конь · c1 белый слон · d1 белый ферзь · e1 белый король · f1 белый слон · g1 белый конь · h1 белая ладья | 5 |
| 4 | a8 чёрная ладья · b8 чёрный конь · c8 чёрный слон · d8 чёрный ферзь · e8 чёрный король · f8 чёрный слон · g8 чёрный конь · h8 чёрная ладья · a7 чёрная пешка · b7 чёрная пешка · c7 чёрная пешка · f7 чёрная пешка · g7 чёрная пешка · h7 чёрная пешка · e6 чёрная пешка · d5 чёрная пешка · d4 белая пешка · e4 белая пешка · a2 белая пешка · b2 белая пешка · c2 белая пешка · f2 белая пешка · g2 белая пешка · h2 белая пешка · a1 белая ладья · b1 белый конь · c1 белый слон · d1 белый ферзь · e1 белый король · f1 белый слон · g1 белый конь · h1 белая ладья | a8 чёрная ладья · b8 чёрный конь · c8 чёрный слон · d8 чёрный ферзь · e8 чёрный король · f8 чёрный слон · g8 чёрный конь · h8 чёрная ладья · a7 чёрная пешка · b7 чёрная пешка · c7 чёрная пешка · f7 чёрная пешка · g7 чёрная пешка · h7 чёрная пешка · e6 чёрная пешка · d5 чёрная пешка · d4 белая пешка · e4 белая пешка · a2 белая пешка · b2 белая пешка · c2 белая пешка · f2 белая пешка · g2 белая пешка · h2 белая пешка · a1 белая ладья · b1 белый конь · c1 белый слон · d1 белый ферзь · e1 белый король · f1 белый слон · g1 белый конь · h1 белая ладья | a8 чёрная ладья · b8 чёрный конь · c8 чёрный слон · d8 чёрный ферзь · e8 чёрный король · f8 чёрный слон · g8 чёрный конь · h8 чёрная ладья · a7 чёрная пешка · b7 чёрная пешка · c7 чёрная пешка · f7 чёрная пешка · g7 чёрная пешка · h7 чёрная пешка · e6 чёрная пешка · d5 чёрная пешка · d4 белая пешка · e4 белая пешка · a2 белая пешка · b2 белая пешка · c2 белая пешка · f2 белая пешка · g2 белая пешка · h2 белая пешка · a1 белая ладья · b1 белый конь · c1 белый слон · d1 белый ферзь · e1 белый король · f1 белый слон · g1 белый конь · h1 белая ладья | a8 чёрная ладья · b8 чёрный конь · c8 чёрный слон · d8 чёрный ферзь · e8 чёрный король · f8 чёрный слон · g8 чёрный конь · h8 чёрная ладья · a7 чёрная пешка · b7 чёрная пешка · c7 чёрная пешка · f7 чёрная пешка · g7 чёрная пешка · h7 чёрная пешка · e6 чёрная пешка · d5 чёрная пешка · d4 белая пешка · e4 белая пешка · a2 белая пешка · b2 белая пешка · c2 белая пешка · f2 белая пешка · g2 белая пешка · h2 белая пешка · a1 белая ладья · b1 белый конь · c1 белый слон · d1 белый ферзь · e1 белый король · f1 белый слон · g1 белый конь · h1 белая ладья | a8 чёрная ладья · b8 чёрный конь · c8 чёрный слон · d8 чёрный ферзь · e8 чёрный король · f8 чёрный слон · g8 чёрный конь · h8 чёрная ладья · a7 чёрная пешка · b7 чёрная пешка · c7 чёрная пешка · f7 чёрная пешка · g7 чёрная пешка · h7 чёрная пешка · e6 чёрная пешка · d5 чёрная пешка · d4 белая пешка · e4 белая пешка · a2 белая пешка · b2 белая пешка · c2 белая пешка · f2 белая пешка · g2 белая пешка · h2 белая пешка · a1 белая ладья · b1 белый конь · c1 белый слон · d1 белый ферзь · e1 белый король · f1 белый слон · g1 белый конь · h1 белая ладья | a8 чёрная ладья · b8 чёрный конь · c8 чёрный слон · d8 чёрный ферзь · e8 чёрный король · f8 чёрный слон · g8 чёрный конь · h8 чёрная ладья · a7 чёрная пешка · b7 чёрная пешка · c7 чёрная пешка · f7 чёрная пешка · g7 чёрная пешка · h7 чёрная пешка · e6 чёрная пешка · d5 чёрная пешка · d4 белая пешка · e4 белая пешка · a2 белая пешка · b2 белая пешка · c2 белая пешка · f2 белая пешка · g2 белая пешка · h2 белая пешка · a1 белая ладья · b1 белый конь · c1 белый слон · d1 белый ферзь · e1 белый король · f1 белый слон · g1 белый конь · h1 белая ладья | a8 чёрная ладья · b8 чёрный конь · c8 чёрный слон · d8 чёрный ферзь · e8 чёрный король · f8 чёрный слон · g8 чёрный конь · h8 чёрная ладья · a7 чёрная пешка · b7 чёрная пешка · c7 чёрная пешка · f7 чёрная пешка · g7 чёрная пешка · h7 чёрная пешка · e6 чёрная пешка · d5 чёрная пешка · d4 белая пешка · e4 белая пешка · a2 белая пешка · b2 белая пешка · c2 белая пешка · f2 белая пешка · g2 белая пешка · h2 белая пешка · a1 белая ладья · b1 белый конь · c1 белый слон · d1 белый ферзь · e1 белый король · f1 белый слон · g1 белый конь · h1 белая ладья | a8 чёрная ладья · b8 чёрный конь · c8 чёрный слон · d8 чёрный ферзь · e8 чёрный король · f8 чёрный слон · g8 чёрный конь · h8 чёрная ладья · a7 чёрная пешка · b7 чёрная пешка · c7 чёрная пешка · f7 чёрная пешка · g7 чёрная пешка · h7 чёрная пешка · e6 чёрная пешка · d5 чёрная пешка · d4 белая пешка · e4 белая пешка · a2 белая пешка · b2 белая пешка · c2 белая пешка · f2 белая пешка · g2 белая пешка · h2 белая пешка · a1 белая ладья · b1 белый конь · c1 белый слон · d1 белый ферзь · e1 белый король · f1 белый слон · g1 белый конь · h1 белая ладья | 4 |
| 3 | a8 чёрная ладья · b8 чёрный конь · c8 чёрный слон · d8 чёрный ферзь · e8 чёрный король · f8 чёрный слон · g8 чёрный конь · h8 чёрная ладья · a7 чёрная пешка · b7 чёрная пешка · c7 чёрная пешка · f7 чёрная пешка · g7 чёрная пешка · h7 чёрная пешка · e6 чёрная пешка · d5 чёрная пешка · d4 белая пешка · e4 белая пешка · a2 белая пешка · b2 белая пешка · c2 белая пешка · f2 белая пешка · g2 белая пешка · h2 белая пешка · a1 белая ладья · b1 белый конь · c1 белый слон · d1 белый ферзь · e1 белый король · f1 белый слон · g1 белый конь · h1 белая ладья | a8 чёрная ладья · b8 чёрный конь · c8 чёрный слон · d8 чёрный ферзь · e8 чёрный король · f8 чёрный слон · g8 чёрный конь · h8 чёрная ладья · a7 чёрная пешка · b7 чёрная пешка · c7 чёрная пешка · f7 чёрная пешка · g7 чёрная пешка · h7 чёрная пешка · e6 чёрная пешка · d5 чёрная пешка · d4 белая пешка · e4 белая пешка · a2 белая пешка · b2 белая пешка · c2 белая пешка · f2 белая пешка · g2 белая пешка · h2 белая пешка · a1 белая ладья · b1 белый конь · c1 белый слон · d1 белый ферзь · e1 белый король · f1 белый слон · g1 белый конь · h1 белая ладья | a8 чёрная ладья · b8 чёрный конь · c8 чёрный слон · d8 чёрный ферзь · e8 чёрный король · f8 чёрный слон · g8 чёрный конь · h8 чёрная ладья · a7 чёрная пешка · b7 чёрная пешка · c7 чёрная пешка · f7 чёрная пешка · g7 чёрная пешка · h7 чёрная пешка · e6 чёрная пешка · d5 чёрная пешка · d4 белая пешка · e4 белая пешка · a2 белая пешка · b2 белая пешка · c2 белая пешка · f2 белая пешка · g2 белая пешка · h2 белая пешка · a1 белая ладья · b1 белый конь · c1 белый слон · d1 белый ферзь · e1 белый король · f1 белый слон · g1 белый конь · h1 белая ладья | a8 чёрная ладья · b8 чёрный конь · c8 чёрный слон · d8 чёрный ферзь · e8 чёрный король · f8 чёрный слон · g8 чёрный конь · h8 чёрная ладья · a7 чёрная пешка · b7 чёрная пешка · c7 чёрная пешка · f7 чёрная пешка · g7 чёрная пешка · h7 чёрная пешка · e6 чёрная пешка · d5 чёрная пешка · d4 белая пешка · e4 белая пешка · a2 белая пешка · b2 белая пешка · c2 белая пешка · f2 белая пешка · g2 белая пешка · h2 белая пешка · a1 белая ладья · b1 белый конь · c1 белый слон · d1 белый ферзь · e1 белый король · f1 белый слон · g1 белый конь · h1 белая ладья | a8 чёрная ладья · b8 чёрный конь · c8 чёрный слон · d8 чёрный ферзь · e8 чёрный король · f8 чёрный слон · g8 чёрный конь · h8 чёрная ладья · a7 чёрная пешка · b7 чёрная пешка · c7 чёрная пешка · f7 чёрная пешка · g7 чёрная пешка · h7 чёрная пешка · e6 чёрная пешка · d5 чёрная пешка · d4 белая пешка · e4 белая пешка · a2 белая пешка · b2 белая пешка · c2 белая пешка · f2 белая пешка · g2 белая пешка · h2 белая пешка · a1 белая ладья · b1 белый конь · c1 белый слон · d1 белый ферзь · e1 белый король · f1 белый слон · g1 белый конь · h1 белая ладья | a8 чёрная ладья · b8 чёрный конь · c8 чёрный слон · d8 чёрный ферзь · e8 чёрный король · f8 чёрный слон · g8 чёрный конь · h8 чёрная ладья · a7 чёрная пешка · b7 чёрная пешка · c7 чёрная пешка · f7 чёрная пешка · g7 чёрная пешка · h7 чёрная пешка · e6 чёрная пешка · d5 чёрная пешка · d4 белая пешка · e4 белая пешка · a2 белая пешка · b2 белая пешка · c2 белая пешка · f2 белая пешка · g2 белая пешка · h2 белая пешка · a1 белая ладья · b1 белый конь · c1 белый слон · d1 белый ферзь · e1 белый король · f1 белый слон · g1 белый конь · h1 белая ладья | a8 чёрная ладья · b8 чёрный конь · c8 чёрный слон · d8 чёрный ферзь · e8 чёрный король · f8 чёрный слон · g8 чёрный конь · h8 чёрная ладья · a7 чёрная пешка · b7 чёрная пешка · c7 чёрная пешка · f7 чёрная пешка · g7 чёрная пешка · h7 чёрная пешка · e6 чёрная пешка · d5 чёрная пешка · d4 белая пешка · e4 белая пешка · a2 белая пешка · b2 белая пешка · c2 белая пешка · f2 белая пешка · g2 белая пешка · h2 белая пешка · a1 белая ладья · b1 белый конь · c1 белый слон · d1 белый ферзь · e1 белый король · f1 белый слон · g1 белый конь · h1 белая ладья | a8 чёрная ладья · b8 чёрный конь · c8 чёрный слон · d8 чёрный ферзь · e8 чёрный король · f8 чёрный слон · g8 чёрный конь · h8 чёрная ладья · a7 чёрная пешка · b7 чёрная пешка · c7 чёрная пешка · f7 чёрная пешка · g7 чёрная пешка · h7 чёрная пешка · e6 чёрная пешка · d5 чёрная пешка · d4 белая пешка · e4 белая пешка · a2 белая пешка · b2 белая пешка · c2 белая пешка · f2 белая пешка · g2 белая пешка · h2 белая пешка · a1 белая ладья · b1 белый конь · c1 белый слон · d1 белый ферзь · e1 белый король · f1 белый слон · g1 белый конь · h1 белая ладья | 3 |
| 2 | a8 чёрная ладья · b8 чёрный конь · c8 чёрный слон · d8 чёрный ферзь · e8 чёрный король · f8 чёрный слон · g8 чёрный конь · h8 чёрная ладья · a7 чёрная пешка · b7 чёрная пешка · c7 чёрная пешка · f7 чёрная пешка · g7 чёрная пешка · h7 чёрная пешка · e6 чёрная пешка · d5 чёрная пешка · d4 белая пешка · e4 белая пешка · a2 белая пешка · b2 белая пешка · c2 белая пешка · f2 белая пешка · g2 белая пешка · h2 белая пешка · a1 белая ладья · b1 белый конь · c1 белый слон · d1 белый ферзь · e1 белый король · f1 белый слон · g1 белый конь · h1 белая ладья | a8 чёрная ладья · b8 чёрный конь · c8 чёрный слон · d8 чёрный ферзь · e8 чёрный король · f8 чёрный слон · g8 чёрный конь · h8 чёрная ладья · a7 чёрная пешка · b7 чёрная пешка · c7 чёрная пешка · f7 чёрная пешка · g7 чёрная пешка · h7 чёрная пешка · e6 чёрная пешка · d5 чёрная пешка · d4 белая пешка · e4 белая пешка · a2 белая пешка · b2 белая пешка · c2 белая пешка · f2 белая пешка · g2 белая пешка · h2 белая пешка · a1 белая ладья · b1 белый конь · c1 белый слон · d1 белый ферзь · e1 белый король · f1 белый слон · g1 белый конь · h1 белая ладья | a8 чёрная ладья · b8 чёрный конь · c8 чёрный слон · d8 чёрный ферзь · e8 чёрный король · f8 чёрный слон · g8 чёрный конь · h8 чёрная ладья · a7 чёрная пешка · b7 чёрная пешка · c7 чёрная пешка · f7 чёрная пешка · g7 чёрная пешка · h7 чёрная пешка · e6 чёрная пешка · d5 чёрная пешка · d4 белая пешка · e4 белая пешка · a2 белая пешка · b2 белая пешка · c2 белая пешка · f2 белая пешка · g2 белая пешка · h2 белая пешка · a1 белая ладья · b1 белый конь · c1 белый слон · d1 белый ферзь · e1 белый король · f1 белый слон · g1 белый конь · h1 белая ладья | a8 чёрная ладья · b8 чёрный конь · c8 чёрный слон · d8 чёрный ферзь · e8 чёрный король · f8 чёрный слон · g8 чёрный конь · h8 чёрная ладья · a7 чёрная пешка · b7 чёрная пешка · c7 чёрная пешка · f7 чёрная пешка · g7 чёрная пешка · h7 чёрная пешка · e6 чёрная пешка · d5 чёрная пешка · d4 белая пешка · e4 белая пешка · a2 белая пешка · b2 белая пешка · c2 белая пешка · f2 белая пешка · g2 белая пешка · h2 белая пешка · a1 белая ладья · b1 белый конь · c1 белый слон · d1 белый ферзь · e1 белый король · f1 белый слон · g1 белый конь · h1 белая ладья | a8 чёрная ладья · b8 чёрный конь · c8 чёрный слон · d8 чёрный ферзь · e8 чёрный король · f8 чёрный слон · g8 чёрный конь · h8 чёрная ладья · a7 чёрная пешка · b7 чёрная пешка · c7 чёрная пешка · f7 чёрная пешка · g7 чёрная пешка · h7 чёрная пешка · e6 чёрная пешка · d5 чёрная пешка · d4 белая пешка · e4 белая пешка · a2 белая пешка · b2 белая пешка · c2 белая пешка · f2 белая пешка · g2 белая пешка · h2 белая пешка · a1 белая ладья · b1 белый конь · c1 белый слон · d1 белый ферзь · e1 белый король · f1 белый слон · g1 белый конь · h1 белая ладья | a8 чёрная ладья · b8 чёрный конь · c8 чёрный слон · d8 чёрный ферзь · e8 чёрный король · f8 чёрный слон · g8 чёрный конь · h8 чёрная ладья · a7 чёрная пешка · b7 чёрная пешка · c7 чёрная пешка · f7 чёрная пешка · g7 чёрная пешка · h7 чёрная пешка · e6 чёрная пешка · d5 чёрная пешка · d4 белая пешка · e4 белая пешка · a2 белая пешка · b2 белая пешка · c2 белая пешка · f2 белая пешка · g2 белая пешка · h2 белая пешка · a1 белая ладья · b1 белый конь · c1 белый слон · d1 белый ферзь · e1 белый король · f1 белый слон · g1 белый конь · h1 белая ладья | a8 чёрная ладья · b8 чёрный конь · c8 чёрный слон · d8 чёрный ферзь · e8 чёрный король · f8 чёрный слон · g8 чёрный конь · h8 чёрная ладья · a7 чёрная пешка · b7 чёрная пешка · c7 чёрная пешка · f7 чёрная пешка · g7 чёрная пешка · h7 чёрная пешка · e6 чёрная пешка · d5 чёрная пешка · d4 белая пешка · e4 белая пешка · a2 белая пешка · b2 белая пешка · c2 белая пешка · f2 белая пешка · g2 белая пешка · h2 белая пешка · a1 белая ладья · b1 белый конь · c1 белый слон · d1 белый ферзь · e1 белый король · f1 белый слон · g1 белый конь · h1 белая ладья | a8 чёрная ладья · b8 чёрный конь · c8 чёрный слон · d8 чёрный ферзь · e8 чёрный король · f8 чёрный слон · g8 чёрный конь · h8 чёрная ладья · a7 чёрная пешка · b7 чёрная пешка · c7 чёрная пешка · f7 чёрная пешка · g7 чёрная пешка · h7 чёрная пешка · e6 чёрная пешка · d5 чёрная пешка · d4 белая пешка · e4 белая пешка · a2 белая пешка · b2 белая пешка · c2 белая пешка · f2 белая пешка · g2 белая пешка · h2 белая пешка · a1 белая ладья · b1 белый конь · c1 белый слон · d1 белый ферзь · e1 белый король · f1 белый слон · g1 белый конь · h1 белая ладья | 2 |
| 1 | a8 чёрная ладья · b8 чёрный конь · c8 чёрный слон · d8 чёрный ферзь · e8 чёрный король · f8 чёрный слон · g8 чёрный конь · h8 чёрная ладья · a7 чёрная пешка · b7 чёрная пешка · c7 чёрная пешка · f7 чёрная пешка · g7 чёрная пешка · h7 чёрная пешка · e6 чёрная пешка · d5 чёрная пешка · d4 белая пешка · e4 белая пешка · a2 белая пешка · b2 белая пешка · c2 белая пешка · f2 белая пешка · g2 белая пешка · h2 белая пешка · a1 белая ладья · b1 белый конь · c1 белый слон · d1 белый ферзь · e1 белый король · f1 белый слон · g1 белый конь · h1 белая ладья | a8 чёрная ладья · b8 чёрный конь · c8 чёрный слон · d8 чёрный ферзь · e8 чёрный король · f8 чёрный слон · g8 чёрный конь · h8 чёрная ладья · a7 чёрная пешка · b7 чёрная пешка · c7 чёрная пешка · f7 чёрная пешка · g7 чёрная пешка · h7 чёрная пешка · e6 чёрная пешка · d5 чёрная пешка · d4 белая пешка · e4 белая пешка · a2 белая пешка · b2 белая пешка · c2 белая пешка · f2 белая пешка · g2 белая пешка · h2 белая пешка · a1 белая ладья · b1 белый конь · c1 белый слон · d1 белый ферзь · e1 белый король · f1 белый слон · g1 белый конь · h1 белая ладья | a8 чёрная ладья · b8 чёрный конь · c8 чёрный слон · d8 чёрный ферзь · e8 чёрный король · f8 чёрный слон · g8 чёрный конь · h8 чёрная ладья · a7 чёрная пешка · b7 чёрная пешка · c7 чёрная пешка · f7 чёрная пешка · g7 чёрная пешка · h7 чёрная пешка · e6 чёрная пешка · d5 чёрная пешка · d4 белая пешка · e4 белая пешка · a2 белая пешка · b2 белая пешка · c2 белая пешка · f2 белая пешка · g2 белая пешка · h2 белая пешка · a1 белая ладья · b1 белый конь · c1 белый слон · d1 белый ферзь · e1 белый король · f1 белый слон · g1 белый конь · h1 белая ладья | a8 чёрная ладья · b8 чёрный конь · c8 чёрный слон · d8 чёрный ферзь · e8 чёрный король · f8 чёрный слон · g8 чёрный конь · h8 чёрная ладья · a7 чёрная пешка · b7 чёрная пешка · c7 чёрная пешка · f7 чёрная пешка · g7 чёрная пешка · h7 чёрная пешка · e6 чёрная пешка · d5 чёрная пешка · d4 белая пешка · e4 белая пешка · a2 белая пешка · b2 белая пешка · c2 белая пешка · f2 белая пешка · g2 белая пешка · h2 белая пешка · a1 белая ладья · b1 белый конь · c1 белый слон · d1 белый ферзь · e1 белый король · f1 белый слон · g1 белый конь · h1 белая ладья | a8 чёрная ладья · b8 чёрный конь · c8 чёрный слон · d8 чёрный ферзь · e8 чёрный король · f8 чёрный слон · g8 чёрный конь · h8 чёрная ладья · a7 чёрная пешка · b7 чёрная пешка · c7 чёрная пешка · f7 чёрная пешка · g7 чёрная пешка · h7 чёрная пешка · e6 чёрная пешка · d5 чёрная пешка · d4 белая пешка · e4 белая пешка · a2 белая пешка · b2 белая пешка · c2 белая пешка · f2 белая пешка · g2 белая пешка · h2 белая пешка · a1 белая ладья · b1 белый конь · c1 белый слон · d1 белый ферзь · e1 белый король · f1 белый слон · g1 белый конь · h1 белая ладья | a8 чёрная ладья · b8 чёрный конь · c8 чёрный слон · d8 чёрный ферзь · e8 чёрный король · f8 чёрный слон · g8 чёрный конь · h8 чёрная ладья · a7 чёрная пешка · b7 чёрная пешка · c7 чёрная пешка · f7 чёрная пешка · g7 чёрная пешка · h7 чёрная пешка · e6 чёрная пешка · d5 чёрная пешка · d4 белая пешка · e4 белая пешка · a2 белая пешка · b2 белая пешка · c2 белая пешка · f2 белая пешка · g2 белая пешка · h2 белая пешка · a1 белая ладья · b1 белый конь · c1 белый слон · d1 белый ферзь · e1 белый король · f1 белый слон · g1 белый конь · h1 белая ладья | a8 чёрная ладья · b8 чёрный конь · c8 чёрный слон · d8 чёрный ферзь · e8 чёрный король · f8 чёрный слон · g8 чёрный конь · h8 чёрная ладья · a7 чёрная пешка · b7 чёрная пешка · c7 чёрная пешка · f7 чёрная пешка · g7 чёрная пешка · h7 чёрная пешка · e6 чёрная пешка · d5 чёрная пешка · d4 белая пешка · e4 белая пешка · a2 белая пешка · b2 белая пешка · c2 белая пешка · f2 белая пешка · g2 белая пешка · h2 белая пешка · a1 белая ладья · b1 белый конь · c1 белый слон · d1 белый ферзь · e1 белый король · f1 белый слон · g1 белый конь · h1 белая ладья | a8 чёрная ладья · b8 чёрный конь · c8 чёрный слон · d8 чёрный ферзь · e8 чёрный король · f8 чёрный слон · g8 чёрный конь · h8 чёрная ладья · a7 чёрная пешка · b7 чёрная пешка · c7 чёрная пешка · f7 чёрная пешка · g7 чёрная пешка · h7 чёрная пешка · e6 чёрная пешка · d5 чёрная пешка · d4 белая пешка · e4 белая пешка · a2 белая пешка · b2 белая пешка · c2 белая пешка · f2 белая пешка · g2 белая пешка · h2 белая пешка · a1 белая ладья · b1 белый конь · c1 белый слон · d1 белый ферзь · e1 белый король · f1 белый слон · g1 белый конь · h1 белая ладья | 1 |
|   | a | b | c | d | e | f | g | h |   |

## Варианты Французской защиты
Основные варианты:
(ключевая позиция дебюта возникает после 2. d2 d4, d7 d5)
- 3. ed — см. разменный вариант
- 3. e5 — см. система Нимцовича
- 3. Кс3 — вариант Паульсена
  - 3. … Кc6 
  - 3. … de — вариант Рубинштейна
    - 4. К:e4 Кbd7 5. Кf3 Кf6 6. К:f6+ К:f6 7. Кe5 — вариант Капабланки

  - 3. … Сb4 — вариант Винавера (в честь Винавера , также — система Нимцовича — Ботвинника). Такой ход у чернопольного слона есть в матче Р.Фишера с М.Талем в Белграде в 1960 году, когда была предложена французская защита, где Таль пошёл Сb4 после хода Фишером белопольным конём - Kc3. 
    - 4. Кge2 de 5. а3 С:c3 — вариант Винавера, гамбит Алехина
    - 4. e5 — вариант Винавера, закрытый вариант

  - 3. … c5 — вариант Маршалла
  - 3. … Кf6
    - 4. Сd3 — швейцарский вариант
    - 4. e5 — вариант Стейница
    - 4. Сg5 de — вариант Бёрна
    - 4. Сg5 Сe7 — классическая система
      - 5. С:f6 — вариант Андерсена
      - 5. e5 Кe4 — вариант Тартаковера
      - 5. e5 Кfd7 6. h4 — атака Шатара — Алехина
      - 5. e5 Кfd7 6. С:e7 Ф:e7  — классическая система, классический вариант

    - 4. Сg5 Сb4 — контратака Мак-Кэтчона
      - 5. e5 — контратака Мак-Кэтчона, закрытый вариант
      - 5. ed Фd5 6. С:f6 gf 7. Фd2 Фa5 — контратака Мак-Кэтчона, вариант Боголюбова

- 3. Кd2 — см. система Тарраша

Редкие варианты:
(с начальной позиции)
- 1. e4 e6 2. Фe2 — система Чигорина
- 1. e4 e6 2. d3 — староиндийская атака (староиндийская защита с переменой цветов и лишним темпом у белых)
- 1. e4 e6 2. c4 — вариант Штайнера
- 1. e4 e6 2. b3 — вариант Рети
- 1. e4 e6 2. f4 — вариант Лабурдонне
- 1. e4 e6 2. e5 — атака Стейница  (после 2. d2 d4, d7 d5)

- 3. Сe3 — вариант Алапина

Каждая из выше приведённых систем расщепляется на множество подсистем.
|   | a | b | c | d | e | f | g | h |   |
| - | --- | --- | --- | --- | --- | --- | --- | --- | - |
| 8 | a7 чёрная пешка · b7 чёрная пешка · c7 чёрная пешка · f7 чёрная пешка · g7 чёрная пешка · h7 чёрная пешка · e6 чёрная пешка · d5 чёрная пешка · e5 белая пешка · d4 белая пешка · a2 белая пешка · b2 белая пешка · c2 белая пешка · f2 белая пешка · g2 белая пешка · h2 белая пешка | a7 чёрная пешка · b7 чёрная пешка · c7 чёрная пешка · f7 чёрная пешка · g7 чёрная пешка · h7 чёрная пешка · e6 чёрная пешка · d5 чёрная пешка · e5 белая пешка · d4 белая пешка · a2 белая пешка · b2 белая пешка · c2 белая пешка · f2 белая пешка · g2 белая пешка · h2 белая пешка | a7 чёрная пешка · b7 чёрная пешка · c7 чёрная пешка · f7 чёрная пешка · g7 чёрная пешка · h7 чёрная пешка · e6 чёрная пешка · d5 чёрная пешка · e5 белая пешка · d4 белая пешка · a2 белая пешка · b2 белая пешка · c2 белая пешка · f2 белая пешка · g2 белая пешка · h2 белая пешка | a7 чёрная пешка · b7 чёрная пешка · c7 чёрная пешка · f7 чёрная пешка · g7 чёрная пешка · h7 чёрная пешка · e6 чёрная пешка · d5 чёрная пешка · e5 белая пешка · d4 белая пешка · a2 белая пешка · b2 белая пешка · c2 белая пешка · f2 белая пешка · g2 белая пешка · h2 белая пешка | a7 чёрная пешка · b7 чёрная пешка · c7 чёрная пешка · f7 чёрная пешка · g7 чёрная пешка · h7 чёрная пешка · e6 чёрная пешка · d5 чёрная пешка · e5 белая пешка · d4 белая пешка · a2 белая пешка · b2 белая пешка · c2 белая пешка · f2 белая пешка · g2 белая пешка · h2 белая пешка | a7 чёрная пешка · b7 чёрная пешка · c7 чёрная пешка · f7 чёрная пешка · g7 чёрная пешка · h7 чёрная пешка · e6 чёрная пешка · d5 чёрная пешка · e5 белая пешка · d4 белая пешка · a2 белая пешка · b2 белая пешка · c2 белая пешка · f2 белая пешка · g2 белая пешка · h2 белая пешка | a7 чёрная пешка · b7 чёрная пешка · c7 чёрная пешка · f7 чёрная пешка · g7 чёрная пешка · h7 чёрная пешка · e6 чёрная пешка · d5 чёрная пешка · e5 белая пешка · d4 белая пешка · a2 белая пешка · b2 белая пешка · c2 белая пешка · f2 белая пешка · g2 белая пешка · h2 белая пешка | a7 чёрная пешка · b7 чёрная пешка · c7 чёрная пешка · f7 чёрная пешка · g7 чёрная пешка · h7 чёрная пешка · e6 чёрная пешка · d5 чёрная пешка · e5 белая пешка · d4 белая пешка · a2 белая пешка · b2 белая пешка · c2 белая пешка · f2 белая пешка · g2 белая пешка · h2 белая пешка | 8 |
| 7 | a7 чёрная пешка · b7 чёрная пешка · c7 чёрная пешка · f7 чёрная пешка · g7 чёрная пешка · h7 чёрная пешка · e6 чёрная пешка · d5 чёрная пешка · e5 белая пешка · d4 белая пешка · a2 белая пешка · b2 белая пешка · c2 белая пешка · f2 белая пешка · g2 белая пешка · h2 белая пешка | a7 чёрная пешка · b7 чёрная пешка · c7 чёрная пешка · f7 чёрная пешка · g7 чёрная пешка · h7 чёрная пешка · e6 чёрная пешка · d5 чёрная пешка · e5 белая пешка · d4 белая пешка · a2 белая пешка · b2 белая пешка · c2 белая пешка · f2 белая пешка · g2 белая пешка · h2 белая пешка | a7 чёрная пешка · b7 чёрная пешка · c7 чёрная пешка · f7 чёрная пешка · g7 чёрная пешка · h7 чёрная пешка · e6 чёрная пешка · d5 чёрная пешка · e5 белая пешка · d4 белая пешка · a2 белая пешка · b2 белая пешка · c2 белая пешка · f2 белая пешка · g2 белая пешка · h2 белая пешка | a7 чёрная пешка · b7 чёрная пешка · c7 чёрная пешка · f7 чёрная пешка · g7 чёрная пешка · h7 чёрная пешка · e6 чёрная пешка · d5 чёрная пешка · e5 белая пешка · d4 белая пешка · a2 белая пешка · b2 белая пешка · c2 белая пешка · f2 белая пешка · g2 белая пешка · h2 белая пешка | a7 чёрная пешка · b7 чёрная пешка · c7 чёрная пешка · f7 чёрная пешка · g7 чёрная пешка · h7 чёрная пешка · e6 чёрная пешка · d5 чёрная пешка · e5 белая пешка · d4 белая пешка · a2 белая пешка · b2 белая пешка · c2 белая пешка · f2 белая пешка · g2 белая пешка · h2 белая пешка | a7 чёрная пешка · b7 чёрная пешка · c7 чёрная пешка · f7 чёрная пешка · g7 чёрная пешка · h7 чёрная пешка · e6 чёрная пешка · d5 чёрная пешка · e5 белая пешка · d4 белая пешка · a2 белая пешка · b2 белая пешка · c2 белая пешка · f2 белая пешка · g2 белая пешка · h2 белая пешка | a7 чёрная пешка · b7 чёрная пешка · c7 чёрная пешка · f7 чёрная пешка · g7 чёрная пешка · h7 чёрная пешка · e6 чёрная пешка · d5 чёрная пешка · e5 белая пешка · d4 белая пешка · a2 белая пешка · b2 белая пешка · c2 белая пешка · f2 белая пешка · g2 белая пешка · h2 белая пешка | a7 чёрная пешка · b7 чёрная пешка · c7 чёрная пешка · f7 чёрная пешка · g7 чёрная пешка · h7 чёрная пешка · e6 чёрная пешка · d5 чёрная пешка · e5 белая пешка · d4 белая пешка · a2 белая пешка · b2 белая пешка · c2 белая пешка · f2 белая пешка · g2 белая пешка · h2 белая пешка | 7 |
| 6 | a7 чёрная пешка · b7 чёрная пешка · c7 чёрная пешка · f7 чёрная пешка · g7 чёрная пешка · h7 чёрная пешка · e6 чёрная пешка · d5 чёрная пешка · e5 белая пешка · d4 белая пешка · a2 белая пешка · b2 белая пешка · c2 белая пешка · f2 белая пешка · g2 белая пешка · h2 белая пешка | a7 чёрная пешка · b7 чёрная пешка · c7 чёрная пешка · f7 чёрная пешка · g7 чёрная пешка · h7 чёрная пешка · e6 чёрная пешка · d5 чёрная пешка · e5 белая пешка · d4 белая пешка · a2 белая пешка · b2 белая пешка · c2 белая пешка · f2 белая пешка · g2 белая пешка · h2 белая пешка | a7 чёрная пешка · b7 чёрная пешка · c7 чёрная пешка · f7 чёрная пешка · g7 чёрная пешка · h7 чёрная пешка · e6 чёрная пешка · d5 чёрная пешка · e5 белая пешка · d4 белая пешка · a2 белая пешка · b2 белая пешка · c2 белая пешка · f2 белая пешка · g2 белая пешка · h2 белая пешка | a7 чёрная пешка · b7 чёрная пешка · c7 чёрная пешка · f7 чёрная пешка · g7 чёрная пешка · h7 чёрная пешка · e6 чёрная пешка · d5 чёрная пешка · e5 белая пешка · d4 белая пешка · a2 белая пешка · b2 белая пешка · c2 белая пешка · f2 белая пешка · g2 белая пешка · h2 белая пешка | a7 чёрная пешка · b7 чёрная пешка · c7 чёрная пешка · f7 чёрная пешка · g7 чёрная пешка · h7 чёрная пешка · e6 чёрная пешка · d5 чёрная пешка · e5 белая пешка · d4 белая пешка · a2 белая пешка · b2 белая пешка · c2 белая пешка · f2 белая пешка · g2 белая пешка · h2 белая пешка | a7 чёрная пешка · b7 чёрная пешка · c7 чёрная пешка · f7 чёрная пешка · g7 чёрная пешка · h7 чёрная пешка · e6 чёрная пешка · d5 чёрная пешка · e5 белая пешка · d4 белая пешка · a2 белая пешка · b2 белая пешка · c2 белая пешка · f2 белая пешка · g2 белая пешка · h2 белая пешка | a7 чёрная пешка · b7 чёрная пешка · c7 чёрная пешка · f7 чёрная пешка · g7 чёрная пешка · h7 чёрная пешка · e6 чёрная пешка · d5 чёрная пешка · e5 белая пешка · d4 белая пешка · a2 белая пешка · b2 белая пешка · c2 белая пешка · f2 белая пешка · g2 белая пешка · h2 белая пешка | a7 чёрная пешка · b7 чёрная пешка · c7 чёрная пешка · f7 чёрная пешка · g7 чёрная пешка · h7 чёрная пешка · e6 чёрная пешка · d5 чёрная пешка · e5 белая пешка · d4 белая пешка · a2 белая пешка · b2 белая пешка · c2 белая пешка · f2 белая пешка · g2 белая пешка · h2 белая пешка | 6 |
| 5 | a7 чёрная пешка · b7 чёрная пешка · c7 чёрная пешка · f7 чёрная пешка · g7 чёрная пешка · h7 чёрная пешка · e6 чёрная пешка · d5 чёрная пешка · e5 белая пешка · d4 белая пешка · a2 белая пешка · b2 белая пешка · c2 белая пешка · f2 белая пешка · g2 белая пешка · h2 белая пешка | a7 чёрная пешка · b7 чёрная пешка · c7 чёрная пешка · f7 чёрная пешка · g7 чёрная пешка · h7 чёрная пешка · e6 чёрная пешка · d5 чёрная пешка · e5 белая пешка · d4 белая пешка · a2 белая пешка · b2 белая пешка · c2 белая пешка · f2 белая пешка · g2 белая пешка · h2 белая пешка | a7 чёрная пешка · b7 чёрная пешка · c7 чёрная пешка · f7 чёрная пешка · g7 чёрная пешка · h7 чёрная пешка · e6 чёрная пешка · d5 чёрная пешка · e5 белая пешка · d4 белая пешка · a2 белая пешка · b2 белая пешка · c2 белая пешка · f2 белая пешка · g2 белая пешка · h2 белая пешка | a7 чёрная пешка · b7 чёрная пешка · c7 чёрная пешка · f7 чёрная пешка · g7 чёрная пешка · h7 чёрная пешка · e6 чёрная пешка · d5 чёрная пешка · e5 белая пешка · d4 белая пешка · a2 белая пешка · b2 белая пешка · c2 белая пешка · f2 белая пешка · g2 белая пешка · h2 белая пешка | a7 чёрная пешка · b7 чёрная пешка · c7 чёрная пешка · f7 чёрная пешка · g7 чёрная пешка · h7 чёрная пешка · e6 чёрная пешка · d5 чёрная пешка · e5 белая пешка · d4 белая пешка · a2 белая пешка · b2 белая пешка · c2 белая пешка · f2 белая пешка · g2 белая пешка · h2 белая пешка | a7 чёрная пешка · b7 чёрная пешка · c7 чёрная пешка · f7 чёрная пешка · g7 чёрная пешка · h7 чёрная пешка · e6 чёрная пешка · d5 чёрная пешка · e5 белая пешка · d4 белая пешка · a2 белая пешка · b2 белая пешка · c2 белая пешка · f2 белая пешка · g2 белая пешка · h2 белая пешка | a7 чёрная пешка · b7 чёрная пешка · c7 чёрная пешка · f7 чёрная пешка · g7 чёрная пешка · h7 чёрная пешка · e6 чёрная пешка · d5 чёрная пешка · e5 белая пешка · d4 белая пешка · a2 белая пешка · b2 белая пешка · c2 белая пешка · f2 белая пешка · g2 белая пешка · h2 белая пешка | a7 чёрная пешка · b7 чёрная пешка · c7 чёрная пешка · f7 чёрная пешка · g7 чёрная пешка · h7 чёрная пешка · e6 чёрная пешка · d5 чёрная пешка · e5 белая пешка · d4 белая пешка · a2 белая пешка · b2 белая пешка · c2 белая пешка · f2 белая пешка · g2 белая пешка · h2 белая пешка | 5 |
| 4 | a7 чёрная пешка · b7 чёрная пешка · c7 чёрная пешка · f7 чёрная пешка · g7 чёрная пешка · h7 чёрная пешка · e6 чёрная пешка · d5 чёрная пешка · e5 белая пешка · d4 белая пешка · a2 белая пешка · b2 белая пешка · c2 белая пешка · f2 белая пешка · g2 белая пешка · h2 белая пешка | a7 чёрная пешка · b7 чёрная пешка · c7 чёрная пешка · f7 чёрная пешка · g7 чёрная пешка · h7 чёрная пешка · e6 чёрная пешка · d5 чёрная пешка · e5 белая пешка · d4 белая пешка · a2 белая пешка · b2 белая пешка · c2 белая пешка · f2 белая пешка · g2 белая пешка · h2 белая пешка | a7 чёрная пешка · b7 чёрная пешка · c7 чёрная пешка · f7 чёрная пешка · g7 чёрная пешка · h7 чёрная пешка · e6 чёрная пешка · d5 чёрная пешка · e5 белая пешка · d4 белая пешка · a2 белая пешка · b2 белая пешка · c2 белая пешка · f2 белая пешка · g2 белая пешка · h2 белая пешка | a7 чёрная пешка · b7 чёрная пешка · c7 чёрная пешка · f7 чёрная пешка · g7 чёрная пешка · h7 чёрная пешка · e6 чёрная пешка · d5 чёрная пешка · e5 белая пешка · d4 белая пешка · a2 белая пешка · b2 белая пешка · c2 белая пешка · f2 белая пешка · g2 белая пешка · h2 белая пешка | a7 чёрная пешка · b7 чёрная пешка · c7 чёрная пешка · f7 чёрная пешка · g7 чёрная пешка · h7 чёрная пешка · e6 чёрная пешка · d5 чёрная пешка · e5 белая пешка · d4 белая пешка · a2 белая пешка · b2 белая пешка · c2 белая пешка · f2 белая пешка · g2 белая пешка · h2 белая пешка | a7 чёрная пешка · b7 чёрная пешка · c7 чёрная пешка · f7 чёрная пешка · g7 чёрная пешка · h7 чёрная пешка · e6 чёрная пешка · d5 чёрная пешка · e5 белая пешка · d4 белая пешка · a2 белая пешка · b2 белая пешка · c2 белая пешка · f2 белая пешка · g2 белая пешка · h2 белая пешка | a7 чёрная пешка · b7 чёрная пешка · c7 чёрная пешка · f7 чёрная пешка · g7 чёрная пешка · h7 чёрная пешка · e6 чёрная пешка · d5 чёрная пешка · e5 белая пешка · d4 белая пешка · a2 белая пешка · b2 белая пешка · c2 белая пешка · f2 белая пешка · g2 белая пешка · h2 белая пешка | a7 чёрная пешка · b7 чёрная пешка · c7 чёрная пешка · f7 чёрная пешка · g7 чёрная пешка · h7 чёрная пешка · e6 чёрная пешка · d5 чёрная пешка · e5 белая пешка · d4 белая пешка · a2 белая пешка · b2 белая пешка · c2 белая пешка · f2 белая пешка · g2 белая пешка · h2 белая пешка | 4 |
| 3 | a7 чёрная пешка · b7 чёрная пешка · c7 чёрная пешка · f7 чёрная пешка · g7 чёрная пешка · h7 чёрная пешка · e6 чёрная пешка · d5 чёрная пешка · e5 белая пешка · d4 белая пешка · a2 белая пешка · b2 белая пешка · c2 белая пешка · f2 белая пешка · g2 белая пешка · h2 белая пешка | a7 чёрная пешка · b7 чёрная пешка · c7 чёрная пешка · f7 чёрная пешка · g7 чёрная пешка · h7 чёрная пешка · e6 чёрная пешка · d5 чёрная пешка · e5 белая пешка · d4 белая пешка · a2 белая пешка · b2 белая пешка · c2 белая пешка · f2 белая пешка · g2 белая пешка · h2 белая пешка | a7 чёрная пешка · b7 чёрная пешка · c7 чёрная пешка · f7 чёрная пешка · g7 чёрная пешка · h7 чёрная пешка · e6 чёрная пешка · d5 чёрная пешка · e5 белая пешка · d4 белая пешка · a2 белая пешка · b2 белая пешка · c2 белая пешка · f2 белая пешка · g2 белая пешка · h2 белая пешка | a7 чёрная пешка · b7 чёрная пешка · c7 чёрная пешка · f7 чёрная пешка · g7 чёрная пешка · h7 чёрная пешка · e6 чёрная пешка · d5 чёрная пешка · e5 белая пешка · d4 белая пешка · a2 белая пешка · b2 белая пешка · c2 белая пешка · f2 белая пешка · g2 белая пешка · h2 белая пешка | a7 чёрная пешка · b7 чёрная пешка · c7 чёрная пешка · f7 чёрная пешка · g7 чёрная пешка · h7 чёрная пешка · e6 чёрная пешка · d5 чёрная пешка · e5 белая пешка · d4 белая пешка · a2 белая пешка · b2 белая пешка · c2 белая пешка · f2 белая пешка · g2 белая пешка · h2 белая пешка | a7 чёрная пешка · b7 чёрная пешка · c7 чёрная пешка · f7 чёрная пешка · g7 чёрная пешка · h7 чёрная пешка · e6 чёрная пешка · d5 чёрная пешка · e5 белая пешка · d4 белая пешка · a2 белая пешка · b2 белая пешка · c2 белая пешка · f2 белая пешка · g2 белая пешка · h2 белая пешка | a7 чёрная пешка · b7 чёрная пешка · c7 чёрная пешка · f7 чёрная пешка · g7 чёрная пешка · h7 чёрная пешка · e6 чёрная пешка · d5 чёрная пешка · e5 белая пешка · d4 белая пешка · a2 белая пешка · b2 белая пешка · c2 белая пешка · f2 белая пешка · g2 белая пешка · h2 белая пешка | a7 чёрная пешка · b7 чёрная пешка · c7 чёрная пешка · f7 чёрная пешка · g7 чёрная пешка · h7 чёрная пешка · e6 чёрная пешка · d5 чёрная пешка · e5 белая пешка · d4 белая пешка · a2 белая пешка · b2 белая пешка · c2 белая пешка · f2 белая пешка · g2 белая пешка · h2 белая пешка | 3 |
| 2 | a7 чёрная пешка · b7 чёрная пешка · c7 чёрная пешка · f7 чёрная пешка · g7 чёрная пешка · h7 чёрная пешка · e6 чёрная пешка · d5 чёрная пешка · e5 белая пешка · d4 белая пешка · a2 белая пешка · b2 белая пешка · c2 белая пешка · f2 белая пешка · g2 белая пешка · h2 белая пешка | a7 чёрная пешка · b7 чёрная пешка · c7 чёрная пешка · f7 чёрная пешка · g7 чёрная пешка · h7 чёрная пешка · e6 чёрная пешка · d5 чёрная пешка · e5 белая пешка · d4 белая пешка · a2 белая пешка · b2 белая пешка · c2 белая пешка · f2 белая пешка · g2 белая пешка · h2 белая пешка | a7 чёрная пешка · b7 чёрная пешка · c7 чёрная пешка · f7 чёрная пешка · g7 чёрная пешка · h7 чёрная пешка · e6 чёрная пешка · d5 чёрная пешка · e5 белая пешка · d4 белая пешка · a2 белая пешка · b2 белая пешка · c2 белая пешка · f2 белая пешка · g2 белая пешка · h2 белая пешка | a7 чёрная пешка · b7 чёрная пешка · c7 чёрная пешка · f7 чёрная пешка · g7 чёрная пешка · h7 чёрная пешка · e6 чёрная пешка · d5 чёрная пешка · e5 белая пешка · d4 белая пешка · a2 белая пешка · b2 белая пешка · c2 белая пешка · f2 белая пешка · g2 белая пешка · h2 белая пешка | a7 чёрная пешка · b7 чёрная пешка · c7 чёрная пешка · f7 чёрная пешка · g7 чёрная пешка · h7 чёрная пешка · e6 чёрная пешка · d5 чёрная пешка · e5 белая пешка · d4 белая пешка · a2 белая пешка · b2 белая пешка · c2 белая пешка · f2 белая пешка · g2 белая пешка · h2 белая пешка | a7 чёрная пешка · b7 чёрная пешка · c7 чёрная пешка · f7 чёрная пешка · g7 чёрная пешка · h7 чёрная пешка · e6 чёрная пешка · d5 чёрная пешка · e5 белая пешка · d4 белая пешка · a2 белая пешка · b2 белая пешка · c2 белая пешка · f2 белая пешка · g2 белая пешка · h2 белая пешка | a7 чёрная пешка · b7 чёрная пешка · c7 чёрная пешка · f7 чёрная пешка · g7 чёрная пешка · h7 чёрная пешка · e6 чёрная пешка · d5 чёрная пешка · e5 белая пешка · d4 белая пешка · a2 белая пешка · b2 белая пешка · c2 белая пешка · f2 белая пешка · g2 белая пешка · h2 белая пешка | a7 чёрная пешка · b7 чёрная пешка · c7 чёрная пешка · f7 чёрная пешка · g7 чёрная пешка · h7 чёрная пешка · e6 чёрная пешка · d5 чёрная пешка · e5 белая пешка · d4 белая пешка · a2 белая пешка · b2 белая пешка · c2 белая пешка · f2 белая пешка · g2 белая пешка · h2 белая пешка | 2 |
| 1 | a7 чёрная пешка · b7 чёрная пешка · c7 чёрная пешка · f7 чёрная пешка · g7 чёрная пешка · h7 чёрная пешка · e6 чёрная пешка · d5 чёрная пешка · e5 белая пешка · d4 белая пешка · a2 белая пешка · b2 белая пешка · c2 белая пешка · f2 белая пешка · g2 белая пешка · h2 белая пешка | a7 чёрная пешка · b7 чёрная пешка · c7 чёрная пешка · f7 чёрная пешка · g7 чёрная пешка · h7 чёрная пешка · e6 чёрная пешка · d5 чёрная пешка · e5 белая пешка · d4 белая пешка · a2 белая пешка · b2 белая пешка · c2 белая пешка · f2 белая пешка · g2 белая пешка · h2 белая пешка | a7 чёрная пешка · b7 чёрная пешка · c7 чёрная пешка · f7 чёрная пешка · g7 чёрная пешка · h7 чёрная пешка · e6 чёрная пешка · d5 чёрная пешка · e5 белая пешка · d4 белая пешка · a2 белая пешка · b2 белая пешка · c2 белая пешка · f2 белая пешка · g2 белая пешка · h2 белая пешка | a7 чёрная пешка · b7 чёрная пешка · c7 чёрная пешка · f7 чёрная пешка · g7 чёрная пешка · h7 чёрная пешка · e6 чёрная пешка · d5 чёрная пешка · e5 белая пешка · d4 белая пешка · a2 белая пешка · b2 белая пешка · c2 белая пешка · f2 белая пешка · g2 белая пешка · h2 белая пешка | a7 чёрная пешка · b7 чёрная пешка · c7 чёрная пешка · f7 чёрная пешка · g7 чёрная пешка · h7 чёрная пешка · e6 чёрная пешка · d5 чёрная пешка · e5 белая пешка · d4 белая пешка · a2 белая пешка · b2 белая пешка · c2 белая пешка · f2 белая пешка · g2 белая пешка · h2 белая пешка | a7 чёрная пешка · b7 чёрная пешка · c7 чёрная пешка · f7 чёрная пешка · g7 чёрная пешка · h7 чёрная пешка · e6 чёрная пешка · d5 чёрная пешка · e5 белая пешка · d4 белая пешка · a2 белая пешка · b2 белая пешка · c2 белая пешка · f2 белая пешка · g2 белая пешка · h2 белая пешка | a7 чёрная пешка · b7 чёрная пешка · c7 чёрная пешка · f7 чёрная пешка · g7 чёрная пешка · h7 чёрная пешка · e6 чёрная пешка · d5 чёрная пешка · e5 белая пешка · d4 белая пешка · a2 белая пешка · b2 белая пешка · c2 белая пешка · f2 белая пешка · g2 белая пешка · h2 белая пешка | a7 чёрная пешка · b7 чёрная пешка · c7 чёрная пешка · f7 чёрная пешка · g7 чёрная пешка · h7 чёрная пешка · e6 чёрная пешка · d5 чёрная пешка · e5 белая пешка · d4 белая пешка · a2 белая пешка · b2 белая пешка · c2 белая пешка · f2 белая пешка · g2 белая пешка · h2 белая пешка | 1 |
|   | a | b | c | d | e | f | g | h |   |

## Особенности
Главной особенностью французской защиты служит близкая пешечная структура с последующей острой борьбой за центр доски.
Две основные проблемы у чёрных:  1) белые часто получают преимущество в пространстве, 2) ограниченность белопольного слона на с8 ввиду первого же хода чёрных, то есть невозможность быстрого развития белопольника, что может быть решено путём его размена.
Фиксированный центр, который получается в большинстве вариантов, определяет планы сторон на много ходов вперёд, влияя на стратегию не только в дебюте или миттельшпиле, но и в эндшпиле. Цель начальной стадии партии за белых: как правило, атака на королевском фланге; за чёрных же: контригра по вертикали «c» и контратака пешечного центра белых с помощью пешечных подрывов c7-c5, f7-f6 и g7-g5.